# Derek Connolly
Derek Connolly (Miami, 1976) è uno sceneggiatore statunitense.

## Biografia
Connolly ha frequentato la Palmetto High School e la Tisch School of the Arts, entrambe a Miami.
Grazie al suo successo per la sceneggiatura del film Safety Not Guaranteed del 2012, Connolly vince il Waldo Salt Screenwriting Award al Sundance Film Festival 2012 ed il premio per la miglior sceneggiatura d'esordio agli Independent Spirit Awards 2013.

## Filmografia

### Sceneggiatore
- Gary: Under Crisis - film TV, regia di Daniel Klein e Colin Trevorrow (2005)
- Safety Not Guaranteed, regia di Colin Trevorrow (2012)
- Jurassic World, regia di Colin Trevorrow (2015)
- Monster Trucks, regia di Chris Wedge (2017)
- Kong: Skull Island, regia di Jordan Vogt-Roberts (2017)
- Jurassic World - Il regno distrutto (Jurassic World: Fallen Kingdom), regia di Juan Antonio Bayona (2018)
- Star Wars - L'ascesa di Skywalker (Star Wars: The Rise of Skywalker), regia di J. J. Abrams (2019)

### Produttore
- Safety Not Guaranteed, regia di Colin Trevorrow (2012)

### Attore
- The 4th, regia di Andre Hyland (2016)

## Riconoscimenti
- 2012 – Sundance Film Festival[2]
  - Waldo Salt Screenwriting Award per Safety Not Guaranteed
- 2012 - Indiana Film Journalists Association
  - Miglior sceneggiatura originale per Safety Not Guaranteed
- 2013 - Online Film & Television Association Award
  - Miglior debutto per Safety Not Guaranteed
- 2013 – Independent Spirit Awards[3]
  - Miglior sceneggiatura d'esordio per Safety Not Guaranteed
  - Candidatura per il miglior film d'esordio per Safety Not Guaranteed
- 2013 – Georgia Film Critics Association
  - Candidatura per la miglior rivelazione per Safety Not Guaranteed
- 2013 – Chlotrudis Awards
  - Candidatura per la miglior sceneggiatura originale per Safety Not Guaranteed
- 2016 – Saturn Award
  - Candidatura per la miglior sceneggiatura per Jurassic World